# Reriiú
Reriiú (Areriú), pleme američkih Tapuya Indijanaca iz istočnobrazilske države Ceara, u bazenu rijeke rio Acarahu. Njihovi susjedi na zapadu bili su Tabajara,  dok su sjevernu obalu, ne računajući manja plemena, u kasnom 17. stoljeću rukama držali Tremembe. 
Zajedno s plemenima Takarijú, Quitaiaiú, Okongá, Karatiú ili Caratiú, Acriú (Akriu), Anacé (Anasé) i Akonguasú (Aconguassú), koji su u isto vrijeme živjeli u okolnim područjima Ceare i susjednih država, bili su podređeni Tabajarama, među kojima su se vjerojatno svi zajedno otopili.